# 小林富次郎葬儀
『小林富次郎葬儀』（こばやしとみじろうそうぎ）は、1910年（明治43年）に製作された日本の短篇ドキュメンタリー映画である。日活の前身の1社である吉沢商店が製作した、小林商店（現在のライオン）創業者小林富次郎の葬儀についての記録映画である。2003年（平成15年）に発掘、2005年（平成17年）に復元され、フィルムは2011年（平成23年）6月に国の重要文化財に指定された。日本で撮影された最初期のフィルムとして歴史的に極めて貴重なものとされる。

## 略歴・概要

### 製作の経緯

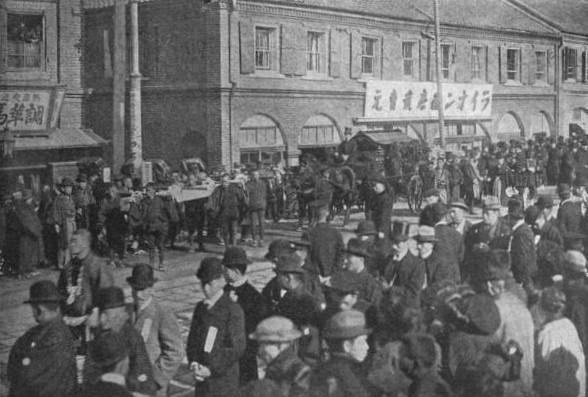
小林富次郎の自宅を出発する葬列（映画ではなく写真）

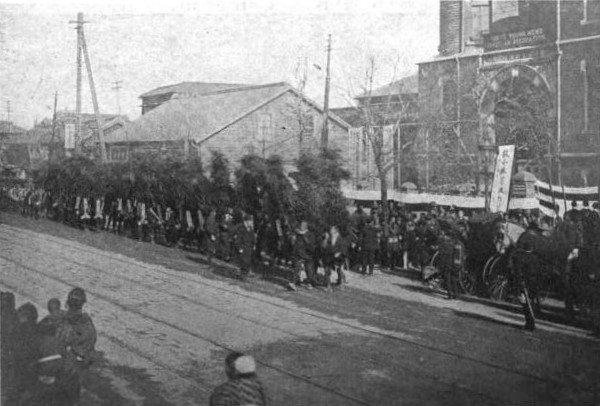
東京基督教青年会館に到着する葬列（映画ではなく写真）

1910年12月13日、小林商店創業者の小林富次郎が死去し、3日後の同月16日に葬儀が営まれた。同映画は、式場へ向かう葬列を35mmフィルムで撮影したものである。当時の映画会社の1社である吉沢商店が受注し、製作を行った。
葬儀は同日午後1時から行われ、映画は東京府東京市神田区柳原河岸（現在の東京都千代田区東神田）の小林の自宅・本店から葬列が出発するところから始まり、葬儀が執り行われた東京基督教青年会館（神田美土代町、のちの神田YMCA、2003年閉館）へ到着するまでの行程を撮影している。同葬列は、棺を積載した2頭だての馬車を中心とした参列者による徒歩の行列であり、約1キロメートルにも及んだといわれている。映画には、東京市電（のちの東京都電車）が路上を行きかう様や、当時の建築物や人々の服装・髪型等も写りこんでいる。本作に登場した市電の路線はその後、1923年（大正12年）の関東大震災後に敷設された靖国通りに移設されており、それ以前の姿が捉えられている。葬列のルートは、柳原河岸、岩井河岸、万世橋南詰、万世橋駅前、そして終点が東京基督教青年会館であった。撮影者は、クレジットもなく資料もないが、当時の吉沢商店の撮影技師であった小西亮ではないか、と推定されている。
本作の製作を行った吉沢商店は、納品書とともに本作のネガ・上映用ポジフィルムを小林商店に納品した。

### 発掘・復元・上映
2003年、小林富次郎が創業した小林商店の後身であるライオン株式会社にてオリジナルネガフィルム1巻と上映用プリントの1巻の合計2巻が、吉沢商店から小林商店に宛てた本作の納品書と共に桐の箱に収められた形で発見された。フィルムはライオン社から東京国立近代美術館フィルムセンター（現在の国立映画アーカイブ）に寄贈された。フィルムセンターでは発見されたネガフィルム及びプリントの復元作業をIMAGICAウェストに発注し、2005年に復元が完成した。フィルムセンターは、このオリジナルネガから直接プリントを行った上映用プリントフィルムを作成、これを復元が行われた同年7月19日、同センター大ホールで公開上映を行った。同年10月には、イタリアのフリウリ＝ヴェネツィア・ジュリア州ポルデノーネ県サチーレで行われた、第24回ポルデノーネ無声映画祭でも上映されている。
2011年6月27日、本作の35mm可燃性オリジナルネガフィルム1巻、および35mm可燃性上映用ポジフィルム1巻の計2巻が国の重要文化財に指定された。映画フィルムの重要文化財指定は、2009年（平成21年）7月10日指定の『紅葉狩』（1899年）、2010年（平成22年）6月29日指定の『史劇 楠公訣別』（1921年）に続いて3件目であり、製作当時の上映用ポジフィルムを含めたものは初の指定である。1899年に撮影された『紅葉狩』のオリジナルネガはすでに失われていて、重要文化財に指定されたものはのちのデュープネガであり、本作の1910年に撮影された映画用フィルムのオリジナルネガは、現存が確認されるもののうちでは日本最古のものである。
東京国立近代美術館フィルムセンターでは、重要文化財指定直後の2011年7月23日に大ホールで公開上映を行った。同センターの組織改編にともない、現在フィルムは国立映画アーカイブ相模原分館が保管する。

## スタッフ・作品データ
- 監督・脚本 : 不明
- 撮影・編集・現像 : 小西亮 （推定）[8]

- 製作 : 吉沢商店
- 上映時間 （巻数 / メートル） : 7分20秒 （1巻 / 438尺[11] / 133メートル / 436フィート）
- フォーマット : 白黒映画 - スタンダードサイズ（1.37:1） - 16fps - サイレント映画
- 映倫番号 : なし
- 公開日 :  日本 2005年7月19日 [6]、 イタリア 2005年10月[7]
- 配給 :  東京国立近代美術館フィルムセンター [6]、 ポルデノーネ無声映画祭[7]

## 文化財データ
- 指定名称 : 映画フィルム「小林富次郎葬儀」[1][3]
- 指定対象 : 
  - 35mm可燃性オリジナル・ネガフィルム1巻 （436フィートと13コマ）[2][3]
  - 35mm可燃性上映用ポジフィルム1巻 （444フィートと13コマ）[2][3]
- 重要文化財指定日 : 2011年6月27日[9]
- 所有者：独立行政法人国立美術館（国立映画アーカイブ）